# Marcos Valério
Marcos Valério Fernandes de Souza es un empresario brasileño del ramo publicitario, hecho nacionalmente conocido por su implicación en el Escándalo de las mensualidades. Él es dueño de dos agencias de comunicación: ADN y SMP&B.
Valério se quedó bastante conocido durante la crisis política en el inicio de junio, cuando el diputado Roberto Jefferson (PTB-RJ) hizo sus declaraciones iniciales sobre un esquema de pago de mensualidades a diputados brasileños. 
Él es acusado de ser el principal operador del esquema de pago de mensualidades. De acuerdo con Jefferson, en entrevista exclusiva al periódico brasileño Folha de São Paulo, Valério ayudaba el tesorero del PT, Delúbio Soares, en la distribución de las mensualidades de R$ 30 mil a diputados de otros partidos de la base aliada. Ese dinero de estatales y empresas privadas llegaba en "maletas" a Brasilia y era entonces distribuido. Inicialmente, el publicitario negó las acusaciones, clasificándolas como "infundadas, llenas de fantasía y aparentemente producidas por desatino, desesperación y cinismo."
Fernanda Karina Somaggio, exsecretaria que trabajó con el acusado entre 2003 y 2004, dijo que Valério mantiene contactos frecuentes con parlamentarios y miembros del PT.
Marcos Valério negaba hasta entonces haber cualquier implicación financiera con el partido del presidente Lula. El empresario confirmaba, sin embargo, tener una relación angosta con el tesorero del PT, Delúbio Soares.
"Nunca negué que soy muy, muy amigo de Delúbio. Yo soy del interior, bicho do mato. Delúbio es goiano, bicho do mato también."
En 2004, segundo año de gobierno del presidente Lula, ADN y SMP&B ampliaron sus ganancias en contratos oficiales. Valério tuvo el valor de un contrato aumentado, venció dos cuentas nuevas, en los Correos y en la Cámara de los Diputados, y consiguió prorrogar otros cuatro contratos antiguos.
Sus empresas conquistaron cerca de R$ 150 millones en contratos con cinco órganos y estatales del Ejecutivo, además de la Cámara de los Diputados. Si evaluados también proyectos de largo plazo, dice a "Vea", el total de los negocios de Valério junto al gobierno puede llegar a R$ 400 millones.
Marcos Valério tiene origen simple. En 1997, su patrimonio declarado no ultrapasaba 400 mil reales. En 2005, su patrimonio declarado era de más de 16 millones de reales, lo que alimentó sospechas de enriquecimiento ilícito. Su patrimonio se cuadruplicó desde la posesión del presidente Lula, en 2003.

## Trayectoria
Marcos Valério Fernandes de Souza o Marcos Valério es hijo de *Aidê Fernandes de Souza y *Adeliro Francisco de Souza. Él nació en Curvelo, Minas Gerais, en 29 de enero de 1961.
Marcos Valério pasó la infancia en la zona noroeste de Belo Horizonte, que es donde su familia fijó residencia.
Su vida profesional se inició en el Banco Provincial de Minas Gerais conocido como Bemge (comprado por el Banco Itaú, en 1998). Según amigos de trabajo, él llegó a trabajar en el área operacional del banco, como asistente de gerente o en un cargo parecido. Según el propio Marcos Valério, él trabajó en el Banco Bemge durante 20 años. En el banco, conoció Renilda, que sería su futura esposa.
Marcos Valério se casó con Renilda en 1 de agosto de 1986. Ellos tuvieron un hijo, que murió de cáncer, cuando tenía 6 años de edad. La pareja también tuvo una hija, Nathália y otro niño, João Vítor. 
Marcos Valério entró hacia el ramo publicitario en 1996, cuando entró en una asociación con Clésio Andrade, en la empresa de publicidad SMP&B. Algún tiempo después, compró la parte de Andrade y adquirió cotas de otra agencia de publicidad, conocida como ADN.